# Пак, Надежда
Надежда Пак (1920 год, д. Кор-Тараща, Иманский уезд, Приморская область, Дальневосточная республика — 1993 год, Бишкек) — колхозница, Герой Социалистического Труда (1948).

## Биография
Родилась в 1920 году в деревне Кор-Тараща Иманского уезда Приморской области (ныне — Дальнереченский район Приморского края).
После депортации корейцев с Дальнего Востока была на спецпоселении в Талды-Курганской области Казахской ССР. С 1940 года работала в колхозе имени МОПРа Талды-Курганского района Талды-Курганского области. В 1944 году была назначена звеньевой полеводческого звена.
В 1945 году полеводческое звено Надежды Пак собрало по 12 центнеров пшеницы вместо планового количества 11 центнеров, за что она была награждена в 1946 году медалью «За доблестный труд в Великой Отечественной войне 1941—1945 гг». В 1946 году звено собрало по 12,5 центнеров пшеницы вместо плана 10 центнеров. В 1947 году звено собрало по 38,2 центнера пшеницы с гектара с участка площадью 9 гектаров. За свой доблестный труд была удостоена в 1948 году звания Героя Социалистического Труда.
С 1978 года — персональный пенсионер союзного значения. Проживала во Фрунзе.
Скончалась 3 марта 1993 года. Похоронена на Юго-Западном кладбище Бишкека.

## Награды
- Герой Социалистического Труда — Указом Президиума Верховного Совета от 28 марта 1948 года.
- Орден Ленина (1948)
- Медаль «За доблестный труд в Великой Отечественной войне 1941—1945 гг.»
- Медаль материнства 2-й степени

## Источник
- Герои Социалистического труда по полеводству Казахской ССР. — Алма-Ата, 1950. — 412 с.